# 증거재판주의
|                                                                  |
| 형사소송법                                                       |
| 이념과 구조                                                      |
| 무죄 추정의 원칙 · 자백배제법칙 · 전문법칙                       |
| 증거보전청구권 · 형사보상청구권 · 독수독과이론                   |
| 실체적 진실주의 · 적정절차 · 신속한 재판의 원칙                  |
| 진술거부권 · 접견교통권 · 증거개시제도                           |
| 열람등사권 · 위법수집증거배제법칙                                |
| 법원                                                             |
| 제척 · 기피 · 회피 관할 · 이송 · 법관                            |
| 피고인과 변호인                                                  |
| 피고인 ·변호인 · 성명모용자 · 공동피고인 국선변호인 · 법정대리인 |
| 검사                                                             |
| 기소독점주의 · 검사 동일체의 원칙                                |
| 수사                                                             |
| 함정수사 · 불심검문 · 임의동행 · 동행요구 · 사법경찰관           |
| 구속                                                             |
| 구속영장 · 체포영장                                              |
| 증거법                                                           |
| 정황증거 · 전문증거 · 진술조서 · 진술서 · 실황조사서 · 검증조서  |
| 진술 · 증인                                                      |
| 재판                                                             |
| 공소장 · 공소장일본주의                                          |
| 고소 · 고발 · 고소불가분의 원칙 · 자수                           |
| 상소                                                             |
| 항소, 상고 & 비상상고                                            |
| 다른 7법 영역                                                    |
| 헌법 · 민법 · 형법                                               |
| 민사소송법 · 형사소송법 · 행정법                                 |
| 포털: 법 · 법철학 · 형사정책                                     |
| v • d • e • h                                                    |

증거재판주의(證據裁判主義)란 반드시 증거에 의해서만 사실인정을 허용한다는 주의로 형사소송에서의 원칙이다.
여기에서의 사실이란 범죄될 사실, 곧 범죄사실을 의미한다. 또한 증거는 증거능력이 있고 적법한 증거조사를 거친 증거만을 의미한다. 따라서 자백한 사실일지라도 그 사실이 증거에 의하지 아니하면 인정될 수 없다.
반면 민사소송에서는 당사자의 자백에 대해 다툼이 없을 때는 증거를 요하지 아니한다(민사소송법 제261조).

## 대한민국의 법률
형사소송법 제307조에서 증거재판주의를 밝히고 있다.
형사소송법 제307조 제1항 사실의 인정은 증거에 의하여야 한다.
제2항 범죄사실의 인정은 합리적인 의심이 없는 정도의 증명에 이르러야 한다.

## 같이 보기
- 무죄 추정의 원칙
- 죄형법정주의